# Avaåstjärnen
Avaåstjärnen är en sjö i Åre kommun i Jämtland och ingår i Indalsälvens huvudavrinningsområde. Sjön har en area på 0,107 kvadratkilometer och ligger 516,8 meter över havet.

## Delavrinningsområde
Avaåstjärnen ingår i det delavrinningsområde (707614-136700) som SMHI kallar för Inloppet i Juvuln. Medelhöjden är 498 meter över havet och ytan är 15,7 kvadratkilometer. Räknas de 79 avrinningsområdena uppströms in blir den ackumulerade arean 1 377,1 kvadratkilometer. Avrinningsområdets utflöde Indalsälven mynnar i havet. Avrinningsområdet består mestadels av skog (87 procent). Avrinningsområdet har 0,58 kvadratkilometer vattenytor vilket ger det en sjöprocent på 3,7 procent.